# 서울언남초등학교
서울언남초등학교는 대한민국 서울특별시 서초구 내곡동에 있는 공립 초등학교이다.

## 연혁
- 1934년 6월 16일 언주공립보통학교 염곡간이학교 개교
- 1948년 6월 1일 언남국민학교로 승격 인가
- 1950년 4월 1일 염곡동에 신축 이전
- 1963년 1월 1일 서울특별시로 편입(서울언남국민학교)
- 1996년 3월 1일 현재 교명으로 변경
- 2002년 10월 19일 강남종합예술제 개최
- 2011년 3월 7일 초등돌봄교실 개설
- 2014년 7월 28일 염곡동에서 현 위치로 교사 이전
- 2014년 9월 1일 병설유치원 개원
- 2018년 6월 19일 VR스포츠교실 개설 확정
- 2018년 11월 7일 돌봄교실 4개 교실 증설 확정
- 2019년 9월 1일 제26대 김정한 교장 취임
- 2022년 ??월 ??일 제 27대 성준현 교장 취임
- 2024년 6월 16일 개교 90주년

## 상징
- 교화 - 모란 : 추운 겨울을 이겨내고 화려하게 피는 모란은 강인한 정신력의 상징이다.
- 교목 - 향나무 : 수 백년 변함없이 푸르고 향기로운 향나무는 어린이들의 꿈과 인내심을 상징한다.

## 참고 자료
- 서울언남초등학교 - 한국교육학술정보원 학교알리미